# Municipio de Franklin (condado de Polk)
El municipio de Franklin (en inglés: Franklin Township) es un municipio ubicado en el condado de Polk en el estado estadounidense de Iowa. En el año 2010 tenía una población de 3760 habitantes y una densidad poblacional de 39,73 personas por km².

## Geografía
El municipio de Franklin se encuentra ubicado en las coordenadas 41°44′3″N 93°24′18″O / 41.73417, -93.40500. Según la Oficina del Censo de los Estados Unidos, el municipio tiene una superficie total de 94.64 km², de la cual 93.97 km² corresponden a tierra firme y (0.71%) 0.67 km² es agua.

## Demografía
Según el censo de 2010, había 3760 personas residiendo en el municipio de Franklin. La densidad de población era de 39,73 hab./km². De los 3760 habitantes, el municipio de Franklin estaba compuesto por el 96.97% blancos, el 0.53% eran afroamericanos, el 0.11% eran amerindios, el 0.85% eran asiáticos, el 0.05% eran isleños del Pacífico, el 0.37% eran de otras razas y el 1.12% pertenecían a dos o más razas. Del total de la población el 1.33% eran hispanos o latinos de cualquier raza.